# 桑多瓦爾鎮區 (伊利諾伊州馬里昂縣)
桑多瓦爾鎮區（英語：Sandoval Township）是位於美國伊利諾伊州馬里昂縣的一個行政鎮區。

## 地方資料
根據2010年美國人口普查的數據，桑多瓦爾鎮區的面積為45.60平方千米，當中陸地面積為45.40平方千米，而水域面積為0.20平方千米。當地共有人口2202人，而人口密度為每平方千米48.29人。